# Clinton (Mississippi)
Clinton ist ein Ort im Hinds County im US-Bundesstaat Mississippi, etwa zehn Kilometer nordwestlich der Hauptstadt Jackson. Clinton gehört zur Jackson Metropolitan Statistical Area. Das U.S. Census Bureau hat bei der Volkszählung 2020 eine Einwohnerzahl von 28.100 ermittelt.
Der Ort wurde 1823 unter dem Namen Mount Salus (salus ist lateinisch für „Gesundheit“) gegründet. Er wurde nach der 1812 gebauten Plantage Walter Leakes, dem dritten Gouverneur von Mississippi, benannt, die sich auf dem Gebiet befand. 1828 wurde die Stadt zu Ehren DeWitt Clintons, dem Gouverneur des Bundesstaates New York, in Clinton umbenannt.
Von 1995 bis 2002 hatte das Unternehmen LDDS WorldCom (heute MCI WorldCom) seinen Sitz in Clinton.
Derzeit ist der Republikaner Phil Fisher Bürgermeister der Stadt.
In Clinton befindet sich unter anderem das 1826 gegründete Mississippi College und die Clinton High School.
Der Ort hat außerdem eine Amateurfußballmannschaft, Mississippi Brilla, die in der Premier Development League, der vierten amerikanischen Liga, spielt.

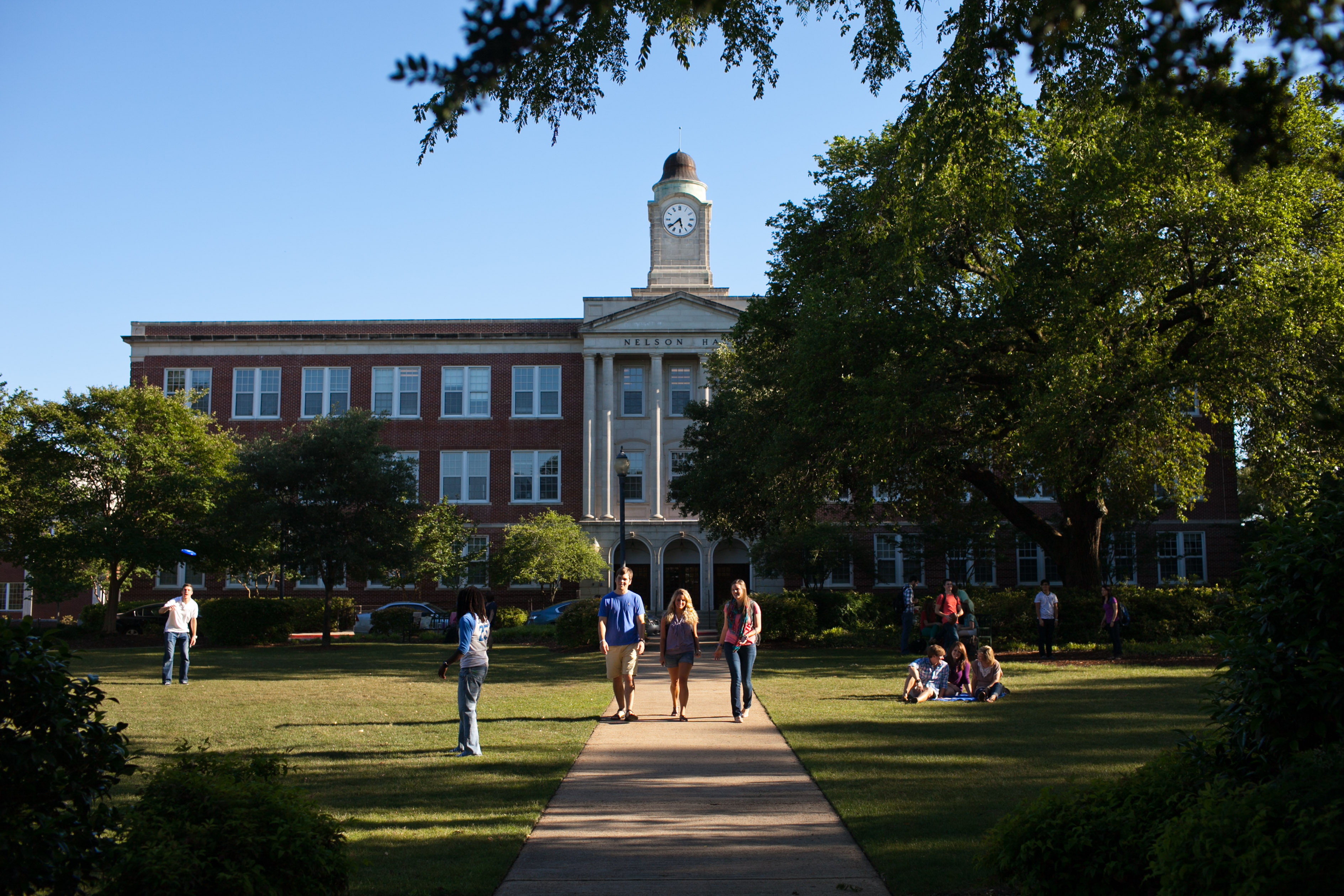
Nelson Hall, Gebäude des Mississippi College

## Persönlichkeiten
- Walter Leake (1762–1825), Politiker, Gouverneur von Mississippi
- Katharine Budd (1860–1951), Architektin und Autorin
- Charles Hillman Brough (1876–1935), Politiker, Gouverneur von Arkansas
- William Joel Blass (1917–2012), Politiker und Anwalt
- Barry Hannah (1942–2010), Literaturwissenschaftler und Schriftsteller
- James E. Graves Jr. (* 1953), Richter
- Ted DiBiase (* 1954), Wrestler
- Leon Seals (* 1964), Footballspieler
- Keith Carlock (* 1971), Jazz- und Fusion-Schlagzeuger
- Jerod Ward (* 1976), Basketballspieler
- Shelly Fairchild (* 1977), Country-Sängerin
- Lance Bass (* 1979), Sänger, Schauspieler und Filmproduzent
- Jenna Edwards (* 1982), Model, ehemalige Miss Florida
- Ted DiBiase junior (* 1982), Wrestler
- Meredith Edwards (* 1984), Country-Sängerin
- Taryn Foshee (* 1985), Model, ehemalige Miss Mississippi
- Crystal Renn (* 1986), Model
- Kellen Gulley (* 1994), Fußballspieler